# 亞歷山德羅·法爾內塞 (帕爾馬公爵)
亞歷山德羅·法爾內塞（義大利語：Alessandro Farnese）（1545年8月27日—1592年12月3日），是義大利貴族帕爾馬公爵兼西班牙一代名將，他的榮耀展現在1578-1592年擔任西屬尼德蘭總督任上，優秀的軍事才幹在荷蘭獨立的八十年戰爭及法國宗教戰爭淋漓表現，在比利時地區鎮壓新教勢力，收復為天主教的勢力，成為16世紀歐洲最偉大的將領之一；其戰略和組織才能，被認為是同時代最偉大的名將。他與軍事天才的法國明君亨利四世的戰績也相當著名，多次逼退軍力優勢的法王亨利、成功救援巴黎及魯昂。

## 生平

### 出身尊貴

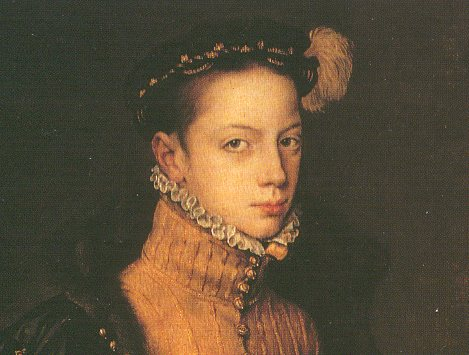
青年時期的亞歷山德羅·法爾內塞

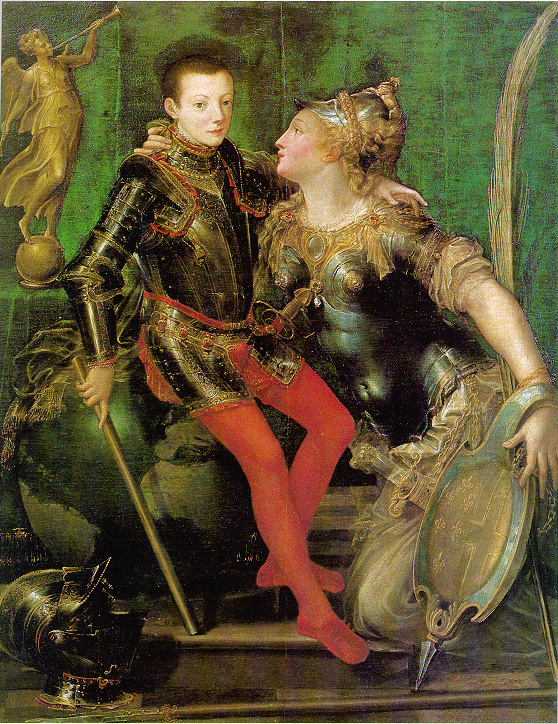
全副武裝、軍容換發的亞歷山德羅·法爾內塞

亞歷山德羅出生於1545年，他的祖父是教宗保祿三世的私生子──皮埃爾·路易吉·法爾內塞，父親為帕爾馬公爵奧塔維奧·法爾內塞、母親是皇帝查理五世的私生女瑪格麗特。他有一個出生一月即夭折的攣生兄弟。亞歷山德羅作為西班牙王國腓力二世和唐胡安的姪子，和西班牙王室關係緊密，在腓力照看下長大；當他母親於1559年就任尼德蘭總督時，他跟著移居布魯塞爾。
1565年，在母親瑪格麗特的主導下，法爾內塞和葡萄牙公主瑪麗亞結婚，在布魯塞爾舉行的婚禮非常華麗盛大；1567年兩夫妻回到帕爾馬居住，同年生下了長女瑪格麗特（兩年後又生下長子拉努奇奧）。作為唐卡洛斯王儲和唐胡安年齡相近的兒時玩伴（唐胡安比他小兩歲），他在婚後進入西班牙政府工作，移居馬德里，與卡洛斯和唐胡安保持了終生的友誼。
他在馬德里待了七年，期間曾經數次到其他地區處理事務。1571年，他也參加了唐胡安指揮、名動全歐的勒班陀海戰，指揮其中一艘戰艦。在短暫回到義大利的帕爾馬經過一段平靜生活後，1576年他以副將的身分，再度隸屬於尼德蘭總督唐胡安，兩人共同面對由沉默者威廉領導的巨大反西班牙起事。

### 優秀副將
1577年春天，在勒班陀海戰中揚名的唐胡安被調到尼德蘭，處理喀爾文教派的兇猛叛亂。1576年唐胡安抵達的時候，弗蘭德新教徒持續暴亂，前任總督唐·路易斯才剛與新教徒簽署「根特和約」，唐胡安不得不發佈「永久詔書」，維持停戰狀態、把駐軍撤回義大利，以便和叛軍商談歸降事宜，並減少耗費的軍餉。
然而，堅信天主教的唐胡安在夏天就和新教徒開戰，經濟狀況好轉的西班牙政府給他不少援軍，其中從倫巴底調來的九千名士兵就由亞歷山德羅·法爾內塞指揮。
1578年一月，唐胡安的軍隊在讓布盧附逼近新教徒部隊，對方因為狀況不佳而打算後撤。唐胡安要求前鋒部隊不可隨便追擊，但是法爾內塞覺得機不可失，違令進攻，成功大破新教徒。
儘管打贏了讓布盧戰役，唐胡安卻在同一年的雷梅南姆戰役被擊退。在這場戰役中，法爾內塞徒步持矛指揮部隊進攻，並在危險的撤退中帶領騎兵掩護，這些優秀的表現為他贏得名聲、得到腓力二世的看重。

### 繼任總督
唐胡安不久就病逝於1578年10月初，34歲的法爾內塞被任命為尼德蘭總督。法爾內塞主張攏絡尼德蘭天主教徒的策略，盡可能取得當地人的支持，在1579年協助成立了阿拉斯同盟。這個位於尼德蘭南部的省分同盟（大多數仍信奉天主教）與西班牙締結盟約，以西班牙不另外駐軍為條件，承認西班牙的宗主權。
儘管低地國南部的保守派願意接受西班牙王權，北部較激進的新教徒已經決定支持獨立，並在同年（1579年）成立了烏特勒支同盟來和西班牙對抗，拒絕招降。法爾內塞繼續作戰，他和引發八十年戰爭的阿爾瓦公爵（在尼德蘭綽號「血腥屠夫」）不同，主張以仁慈、寬容的手段來吸引叛軍投誠（並保證各城鎮的傳統特權不容侵犯），只劫掠那些不願投降的城市，而他驚人的陣地戰天賦也為這種策略提供了保證。
在一連串驚險的攻防戰中，雖然沉默者威廉數次找來外國勢力介入（法國、英國、德意志諸侯），卻仍在法爾內塞的攻勢下節節敗退，布拉班特、弗蘭德、圖爾奈、馬斯垂克、布雷達、布魯日、根特…等大城陸續落入西班牙手中。
雖然阿拉斯同盟是法爾內塞支持成立的，他卻因為自己簽署的條約而不能帶兵穿越這幾個省份，造成一定的困擾，直到阿拉斯同盟後來態度軟化，西班牙軍隊才能夠直接穿越。無論如何，在西班牙國庫好轉的情況下（以及經過弗朗什-孔泰的「西班牙陸上補給線」之開通），援軍持續抵達尼德蘭，到了1582年10月，法爾內塞的兵力達到6.1萬，而且大部分都是精銳勇士、裝備精良；相對之下，烏特勒支同盟內部分歧、士氣低落、多次戰敗，甚至發生內鬥，如1582年抵荷的同盟領袖、法國王儲安茹公爵率領的一萬法軍，就發動過一次愚蠢的同盟偷襲戰，試圖在安特衛普政變奪權，卻被市民反制而失敗、威信掃地，終在1584年6月病死，意外引發了法國的三亨利之戰。
1584年7月，長期為獨立事業奔走的沉默者威廉，被西班牙刺客刺殺身亡，叛軍失去了負責統合的領導人而大亂。同一時間，法爾內塞動員四萬大軍圍攻安特衛普，更讓新教徒驚慌失措。1585年安特衛普的淪陷是法爾內塞最得意的戰果之一，這場圍攻持續了一整年，新教徒不斷從海陸兩方面馳援，甚至投入了「戰爭終結者」這艘無比龐大的戰艦（不過觸礁沉沒），卻仍在法爾內塞的運籌帷幄之下投降。法爾內塞允許新教徒自由離開安特衛普，使得此城人口由十萬降為四萬，離城投奔荷蘭的大多是專業技工和優秀的商人，反而促使了17世紀「荷蘭黃金時代」之誕生。
攻陷安特衛普代表尼德蘭南部基本上已經完全收復，法爾內塞達到了一生成就的巔峰，即便1585年叛軍在英國伊莉莎白一世的支援下（由萊斯特伯爵率領兩千英軍為主力）反攻，也在1587年被他打得落花流水、逃回英國。

### 無敵艦隊之役
1586年，法爾內塞的父親去世，他因此繼承了公爵的頭銜，但是身陷戰爭的他無法回去義大利，因此任命兒子拉努奇奧一世擔任攝政。他直到死前都沒有親自管理過公國。他在這個時候曾請求告老還鄉，但是被駁回，畢竟腓力二世的旗下並沒有能夠代替他的優秀將領。
這個時候，英國和西班牙的衝突已經白熱化，法爾內塞一開始相信自己可以借助各地天主教徒的力量，無須護航就登陸英倫群島，但是腓力二世阻止他這麼做，並強迫他加入無敵艦隊計畫，接受海軍的護航和運送。
在無敵艦隊計畫中，法爾內塞的三萬精兵必須抵達尼德蘭的海岸，而他也確實奪下了斯勒伊斯和奧斯登，但是在1588年夏天的海戰中，西班牙龐大的艦隊未能突破英國與荷蘭的聯合艦隊（特別是荷蘭海上乞丐的威脅），讓苦戰中的法爾內塞始終無法登上戰艦，並在1588年11月因圍攻貝亨奧普佐姆失敗撤回布魯塞爾。

### 干涉法國內戰

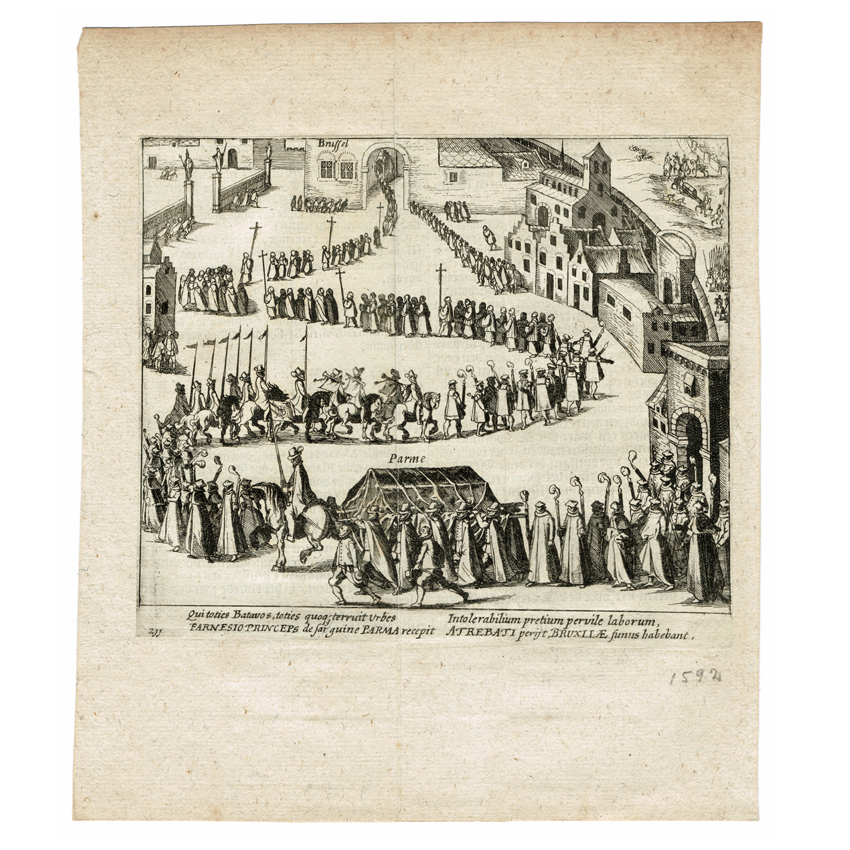
1592年亞歷山德羅死後，在布魯塞爾舉辦的隆重國葬

1589年，當法爾內塞試圖撲滅尼德蘭北部重新集結的叛軍時，法國國王亨利三世駕崩，腓力二世命令他介入法國宗教戰爭，協助天主教的神聖聯盟（由吉斯家族領導）對抗胡格諾教派的亨利四世。他在1590年的巴黎之圍中前往解救，成功把糧食送進飢餓的城內，迫使亨利四世解除包圍後撤。
雖然胡格諾教派在法爾內塞的打擊下未能援助尼德蘭新教徒，烏特勒支同盟卻因為法爾內塞的離開得以喘息並迅速壯大，成為八十年戰爭的轉折點之一。1591年，法爾內塞在魯昂之圍故技重施，再次擊退亨利四世、拯救了馬耶納公爵的法國舊教軍；但是親臨戰線的他手臂中彈，健康迅速滑落，只得把軍隊和職位交給兒子拉努奇奧一世和同僚。回到尼德蘭後，他在1592年12月在阿拉斯病逝，享年47歲。

### 婚姻與子女

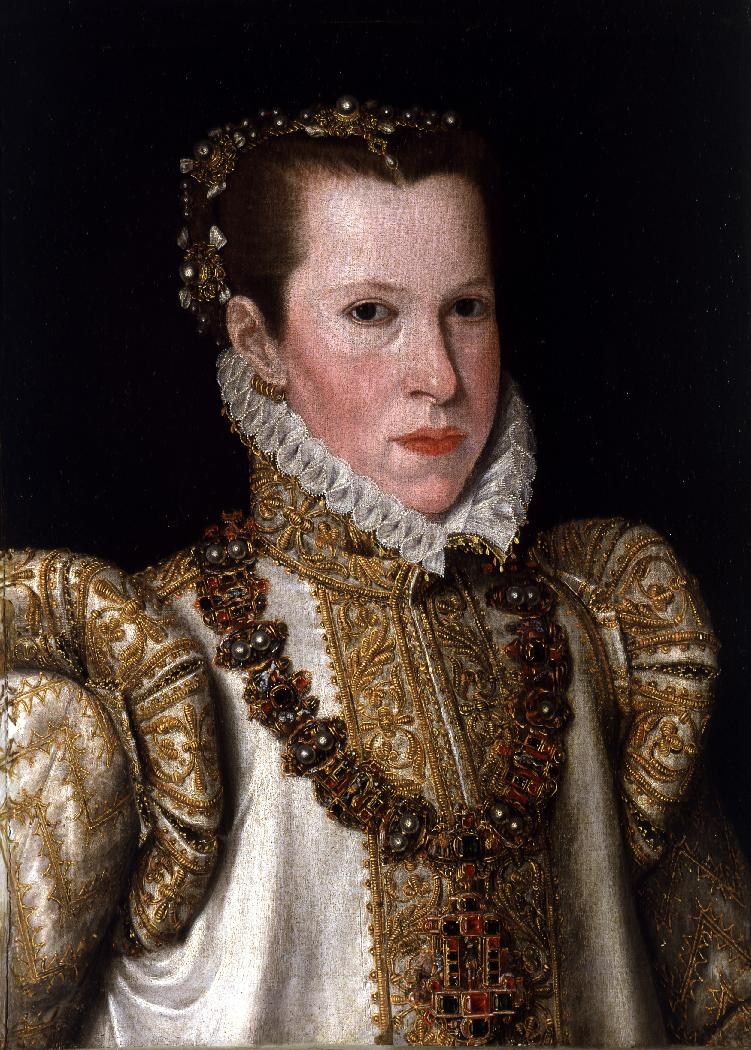
妻子瑪麗亞

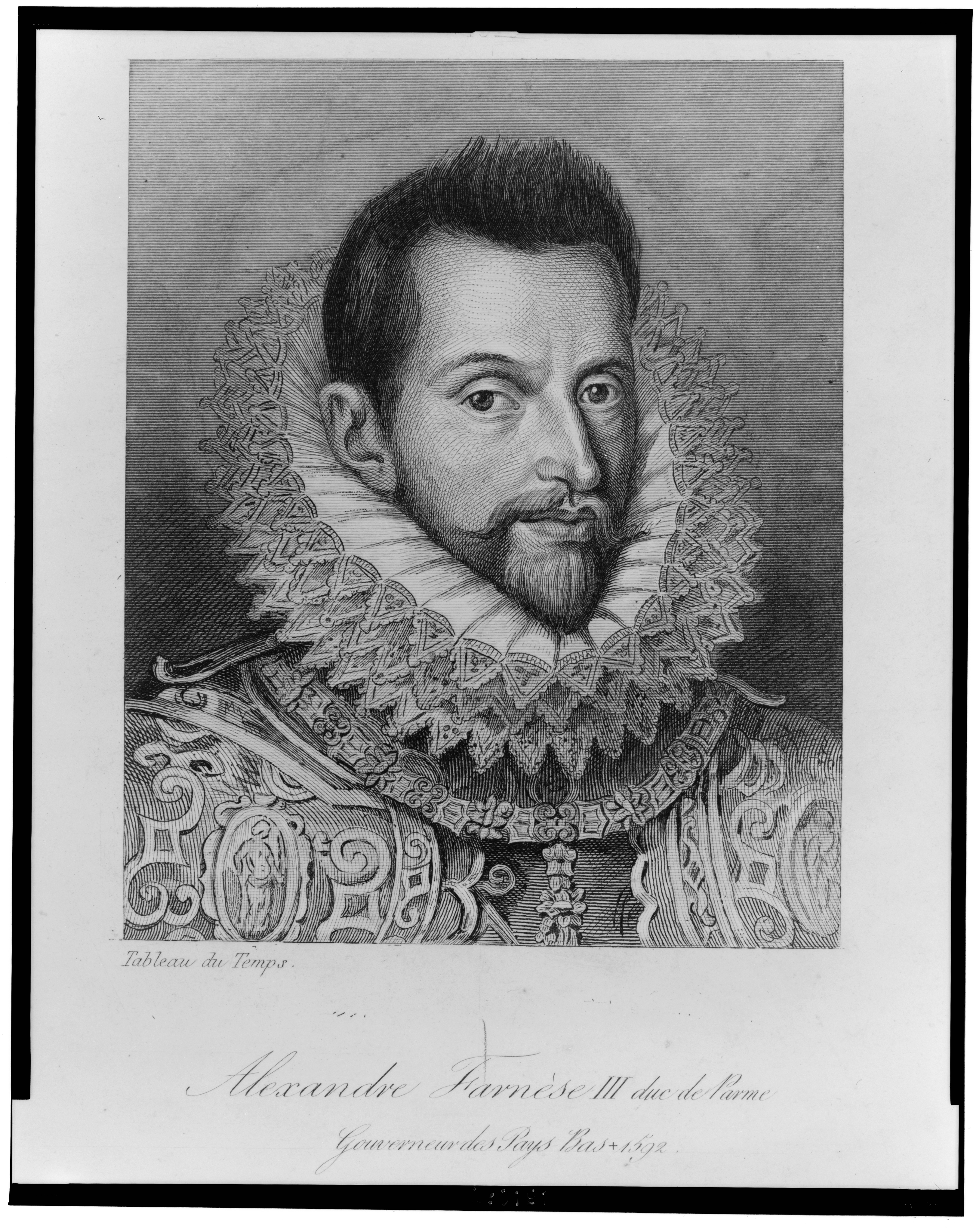
1592年製作的亞歷山德羅肖像

他與年長七歲的葡萄牙公主瑪麗亞結婚，瑪麗亞是深愛丈夫並且虔誠負責的好太太，也是位教養豐富的出色女性，兩人共有三名子女，長子拉努奇奧一世繼承了帕爾馬公爵。他另有一名私生女兒。結婚12年後，瑪麗亞在1577年不幸逝去，享年40歲，其遺體與丈夫合葬在帕爾馬。
1580年葡萄牙王恩里克一世過世時，身为玛丽亚公主丈夫的亞歷山德羅作为西王腓力二世的支持者，反對兒子拉努奇奧主张葡萄牙王位继承权挑戰上司，因此拉努奇奧的王位繼承權未得支持，最後遂由腓力繼承了葡國王位。

## 影響和評價
亞歷山德羅·法爾內塞一生的事業大半在尼德蘭，他成功收復了尼德蘭南部的十個省份，並幾乎打敗了烏特勒支同盟，這些戰果有相當部分再也沒有被新教徒奪回，讓西班牙在八十年戰爭後保有低地國的一部分，他是歷任尼德蘭總督中，最傑出、最有外交手腕和軍事才幹的偉大政治家。他的去世象徵西班牙在八十年戰爭進入低潮，荷蘭軍事天才拿騷的毛里茨的異軍崛起、連戰連勝，使節節敗退的西班牙帝國要等到下個世紀初，才因名將安布羅西奧·斯皮諾拉的出現而迅速復興、迴光返照。